# Татаурово (Костромская область)
Татаурово — деревня в Парфеньевском районе Костромской области.

## География
Находится в центральной части Костромской области приблизительно в 28 км по прямой на север от центра района села Парфеньево.

## История
В период существования Костромской губернии деревня относилась к Чухломскому уезду. В 1872 году здесь (тогда село) было учтено 30 дворов, в 1907 году — 4 (в селе Татаурово) и 32 (в деревне Татаурово). В селе действовала Троицкая церковь (ныне остались фрагменты стен и фундамент). До 2021 года деревня входила в Матвеевское сельское поселение.

## Население
Постоянное население составляло 117 человек (1872 год), 20 и 148 (1897, в селе и деревне соответственно), 17 и 209 (1907, в селе и деревне соответственно), 3 в 2002 году (русские 100 %), 0 в 2022.